# Natrofosfato
Il natrofosfato è un minerale.